# Claude Cahuzac
Claude Cahuzac (* 6. Oktober 1951 in Saint-Pons-de-Thomières; † 8. Februar 2012 in Nizza) war ein französischer Fußballspieler.

## Karriere
Der 161 Zentimeter große Mittelfeldspieler Claude Cahuzac kam 1951 als Sohn des Fußballprofis und späteren Nationalspielers Pierre Cahuzac (1927–2003) zur Welt. Ab 1961 war Pierre als Spielertrainer beim auf Korsika beheimateten Gazélec FC Ajaccio aktiv und integrierte seinen damals 18-jährigen Sohn während der Spielzeit 1969/70 in die Zweitligamannschaft des Klubs. Da Pierre trotz seiner mehr als 40 Jahre der Mannschaft gleichzeitig noch als Spieler diente, ergab sich die Situation, dass Vater und Sohn Teamkameraden waren, obwohl Claude erst kurz nach dem Karrierebeginn seines Vaters überhaupt zur Welt gekommen war. 1971 schaffte er den Durchbruch als Stammspieler, musste aber am Ende des Jahres den Wechsel seines Vaters zum Erstligisten SEC Bastia hinnehmen. Es gelang ihm nicht, seinem Vater in die höchste französische Spielklasse zu folgen; stattdessen musste er 1972 mit Gazélec den Gang in die drittklassige Amateurliga antreten. Profistatus hatte der Verein zuvor ohnehin nicht besessen, obwohl dies bei den meisten Zweitligisten der Fall war.
Cahuzac blieb dem Klub aus Ajaccio dauerhaft treu und erreichte 1975 den Wiederaufstieg in die Zweitklassigkeit. Anschließend sicherte er mit dem Team immer wieder den Klassenerhalt, wobei er zunächst nur selten auflief, ehe er ab 1976 wieder einen Stammplatz innehatte. 1978 beendete er nach 108 Zweitligapartien mit acht Toren sowie weiteren bestrittenen Partien im Amateurbereich seine Laufbahn. Sein Neffe Yannick Cahuzac (* 1985) wurde ebenfalls Fußballspieler begann 2005 bei Bastia seine Profikarriere. Claude Cahuzac starb 2012 im Alter von 60 Jahren.